# Куп'янськ-Південний
Ку́п'янськ-Південний — проміжна залізнична станція 3-го класу Куп'янської дирекції Південної залізниці на лінії Оливине — Огірцеве, за 6 км від станції Куп'янськ-Сортувальний. Розташована в місті Куп'янськ Куп'янського району Харківської області.

## Історія
Значного розвитку міста Куп'янськ та Куп'янського повіту почалося наприкінці ХІХ століття зі спорудженням залізничних ліній Балашов — Харків та Лисичанськ — Куп'янськ у 1895 році. У 1896 році відкрита лінія Бєлгород — Вовчанськ, у 1901 році — введена в експлуатацію лінію Вовчанськ — Куп'янськ. На станції Куп'янськ-Місто було побудовано вагонні майстерні та паровозне депо на два паровоза. Лінія тоді пролягала за напрямком  Куп'янськ-Місто — Куп'янськ-Катерининський (Сортувальний) — Курилівка шляхопроводом напроти сучасного вагонного депо, а під ним пролягала лінія Куп'янськ-Вузловий — Валуйки. На початку ХХ століття споруджені пивоварний, вапняний, цегельний заводи, зростала торгівля хлібом і худобою. Розвитку краю стала перепоною Громадянська війна (1917—1920) років. В районі Куп'янська військові дії припинилися повністю у 1920 році. У місті базувався 3-й Запорізький Український полк військ Центральної Ради.
У 1932 році, з розвитком станції Куп'янськ-Сортувальний, був побудований пост Оливине з відгалуженням на станцію Куп'янськ-Місто (нині — Куп'янськ-Південний). Будівництво завершено у 1934 році. На станції розташовувалася дистанція колії.
Після закінчення Другої світової війни Куп'янський вузол був відновлений. У 1967 році залізничний вузол електрифікований змінним струмом (~25 кВ, 50 Гц). На електротягу також було переведено і дільницю Оливине — Куп'янськ-Південний. У місті споруджуються нові промислові підприємства: цукровий, молочноконсервний, м'ясний, домобудівний комбінати, ливарний завод і ряд підприємств швейної, меблевої, харчової та місцевої промисловості. 
На станції працює дистанція колії ПЧ-16, яка обслуговує ділянки Куп'янськ — Вовчанськ, Куп'янськ — Сватове, Куп'янськ — Тополі і станцію Куп'янськ-Сортувальний

## Пасажирське сполучення
На станції Куп'янськ-Південний до російського вторгнення в Україну (з 2022) зупинялися приміські поїзди:
| Маршрут руху                              |
| ----------------------------------------- |
| Куп'янськ-Південний — Харків-Пасажирський |
| Куп'янськ-Південний — Гракове             |
| Куп'янськ-Південний — Тополі              |
| Куп'янськ-Вузловий — Вовчанськ            |
| Куп'янськ-Вузловий — Приколотне           |
| Куп'янськ-Вузловий — Вовчанськ            |
| Куп'янськ-Вузловий — Моначинівка          |

## Діяльність станції
- Прийом та видача вагонних відправок вантажів, що допускаються до зберігання на відкритих майданчиках станції.
- Прийом та видача вантажів вагонними і дрібними відправками, що завантажуються цілими вагонами, тільки на під'їзних коліях та місцях незагального користування.
- Продаж квитків на всі пасажирські поїзди.
- Прийом та видача багажу.